# Матюшкины
Матю́шкины (Матюшкины—Виельгорские) русский графский и древний дворянский род татарского происхождения.
Род возвысился в середине XVII века, благодаря женитьбе воеводы (1627) Ивана Павловича Матюшкина на Феодосье Лукьяновне Стрешневой, сестре царицы Евдокии Стрешневой.
При подаче документов (1686) для внесения рода в Бархатную книгу, была предоставлена родословная роспись Матюшкиных и царская поместная жалованная грамота Ивана Грозного (1544) Ивану, Пешку и Ивану Меньшому Ивановым Матюшкиным на деревни Терехово, Новое, Петрухово с пустошами в волости Жары Ярославского уезда.
Род внесён в VI часть родословных книг Владимирской, Костромской, Московской и Тверской губерний.

## Происхождение и история рода
Предок рода Матюшкиных, по преданию, татарин Арбауш (Алабуш), выехал из Орды в Новгород к Благоверному великому князю Александру Невскому (1260) и принял крещение под именем Евсевия. Потомки его были прозваны Матюшкины, получили дворянство, многие из них служили Российскому Престолу.
Представители рода жалованы поместьями (1601). Матюшкин Пётр Иванович - стольник (1658-1668), думный дворянин (1676), комнатный стольник (1676), окольничий (1677), боярин (1683-1686), († 1692).
Фамильной усыпальницей Матюшкиных служил московский Златоустовский монастырь.

## Графская ветвь
Римский император Франц I пожаловал (18 ноября 1762) Дмитрия Михайловича Матюшкина в графское Римской империи достоинство с выдачей диплома.
- Иван Павлович Матюшкин, дьяк приказа большого прихода, воевода в Цивильске (1627), думный дворянин, окольничий (1676); женат на Феодосье Лукьяновне Стрешневой, сестре царицы.
  - Афанасий Иванович (ум. 1676), двоюродный брат и ловчий царя Алексея, думный боярин (1672), воевода в Холмогорах и Архангельске.
    - Татьяна, в 1-м браке Шереметева, во 2-м браке Кавелина.
    - Иван (ум. 1695), окольничий (1688), воевода на Вятке (1692-94).
    - Михаил Афанасьевич (1676—1737), генерал-аншеф;
∞ баронесса Софья Дмитриевна Соловьёва (1700—1767).
      - Михаил (1729—1797), бригадир; холост.
      - Дмитрий Михайлович (1725—1800), тайный советник и камергер, в 1762 г. возведён императором Священной Римской империи в графское достоинство;
∞ кнж. Анна Алексеевна Гагарина (1716—1804).
        - Николай (ум. 1775), флигель-адъютант.
        - София (1755—1796), жена графа Юрия Михайловича Виельгорского, который унаследовал Студенец и другие имения графов Матюшкиных.

  - Пётр (ум. 1692), боярин
    - Мария, жена князя Михаила Яковлевича Хилкова; от этого брака происходят все Хилковы последующего времени.
    - Иван (1672—1736), комнатный стольник Ивана V; оставил потомство.
    - Кирилл, в 1710-е гг. генерал-майор, в 1720-е гг. генерал-поручик, адъютант Ф. М. Апраксина.
      - Прасковья (1722—1760), жена князя Александра Алексеевича Долгорукова (1718—1782); среди их потомков светлейшая княгиня Юрьевская.
      - Екатерина (1724—1779), жена князя Дмитрия Васильевича Голицына (1704—1780).
      - Николай, майор, владелец села Кикино;
∞ грф. Екатерина Григорьевна Чернышёва (вышедшая затем за П. Г. Племянникова).
        - Александр, прапорщик лейб-гвардии, любимский помещик.
        - Анна, жена Николая Дмитриевича Шетнева; у них дочь Екатерина.

## Графы Матюшкины— Виельгорские
Высочайшим указом (10 апреля 1853) графу Михаилу Михайловичу Виельгорскому (1822—1855), внуку и наследнику графини Софьи Дмитриевны Матюшкиной († 1796) и графа Михаила Михайловича Виельгорского, дозволено присоединить к своей фамилии, фамилию своего прадеда и именоваться графом Виельгорским-Матюшкиным.
Этот род графов Матюшкиных-Виельгорских пресекся со смертью графа Михаила Михайловича († 1855) в Крыму, куда он был направлен для помощи раненым и больным, заболев там тифом на 34-м году жизни.

## Другие ветви
- Матюшкин, Фёдор Фёдорович (1799—1872) — соученик Пушкина по Лицею, адмирал, полярный исследователь, сенатор.

## Геральдика
- Герб дворянского рода Матюшкиных внесен в Часть 4 Общего гербовника дворянских родов Всероссийской империи, стр. 24.
- Герб Матюшкина, имеющего титул графа Римской Империи внесен в Часть 2 Общего гербовника дворянских родов Всероссийской империи, стр. 91.

## Известные представители
- Матюшкин Максим — дьяк (1627-1636).
- Матюшкин Семён Максимович — стольник патриарха Филарета (1629).
- Матюшкин Семён Максимович — стряпчий (1629-1636) (ум. 1639).
- Матюшкин Иван Павлович — московский дворянин (1627-1640), думный дворянин (1658-1676), окольничий (1677).
- Матюшкин Фёдор Юрьевич — стряпчий (1658).
- Матюшкин Афанасий Иванович — стольник и московский Ловчий (1658-1668), думный дворянин и московский ловчий (1672).
- Матюшкин Иван Афанасьевич — стольник (1672-1676), комнатный стольник царя Петра Алексеевича (1676-1686), окольничий (1688-1692).
- Матюшкин Иван Петрович — комнатный стольник царя Иоанна Алексеевича (1676-1692).
- Матюшкин Михаил Афанасьевич — комнатный стольник царя Петра Алексеевича (1676-1692).
- Матюшкины: Федосей Никитич, Фёдор Ефимович, Афанасий Власович — стряпчие (1680-1692).
- Матюшкин Иван Федосеевич — стольник (1692), стольник царицы Евдокии Фёдоровны (1692).
- Матюшкин Кирилл Петрович — комнатный стольник царя Иоанна Алексеевича (1692).
- Матюшкины: Елизар Васильевич, Гаврила Андреевич, Влас Никитич — московские дворяне (1662-1692).
- Матюшкины: Пётр и Матвей Ефимовичи, Яким и Аким Ивановичи, Яков Захарьевич — стольники (1686-1692)[3].